# Sierra de Francia

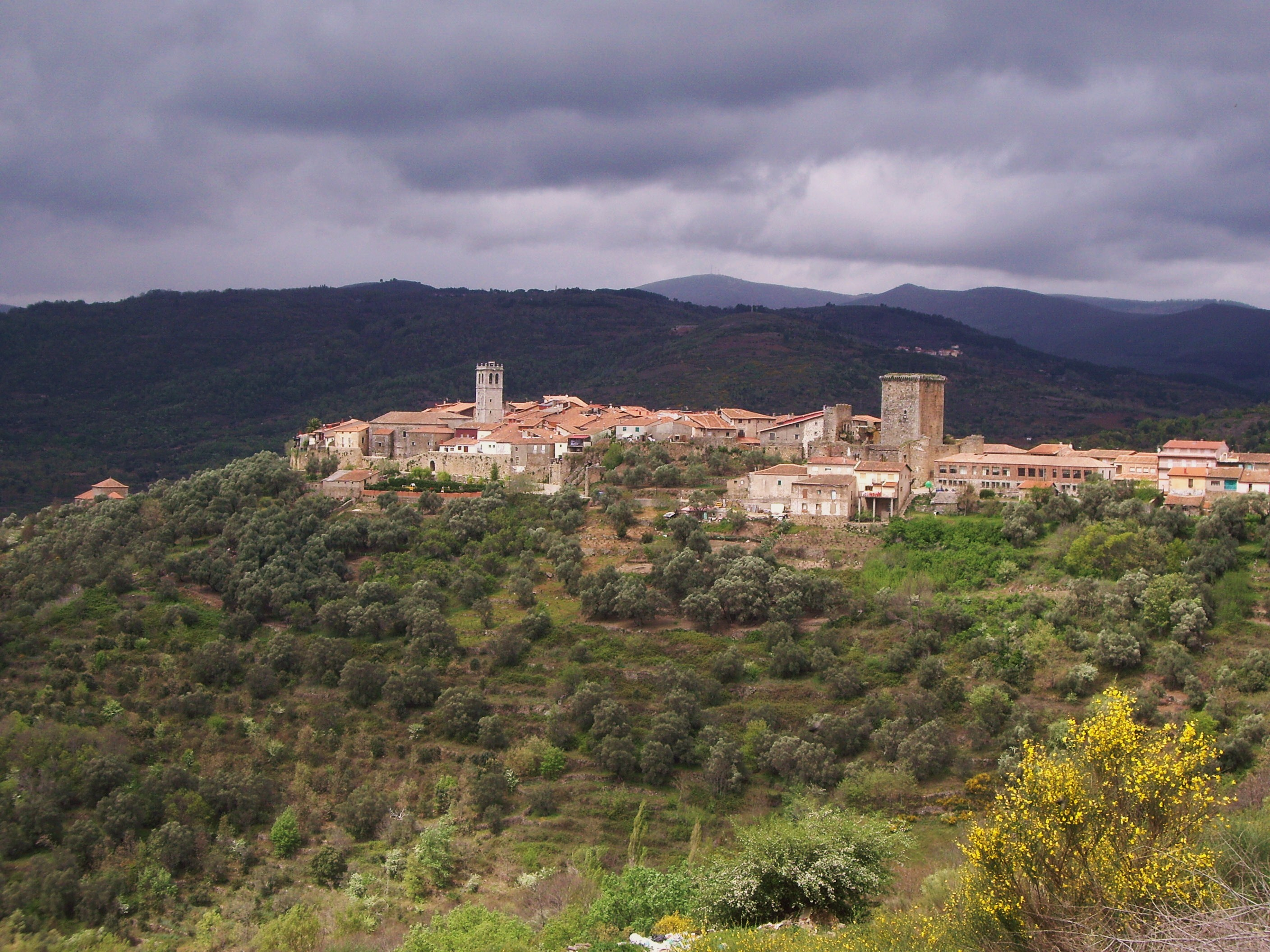
Miranda del Castañar.

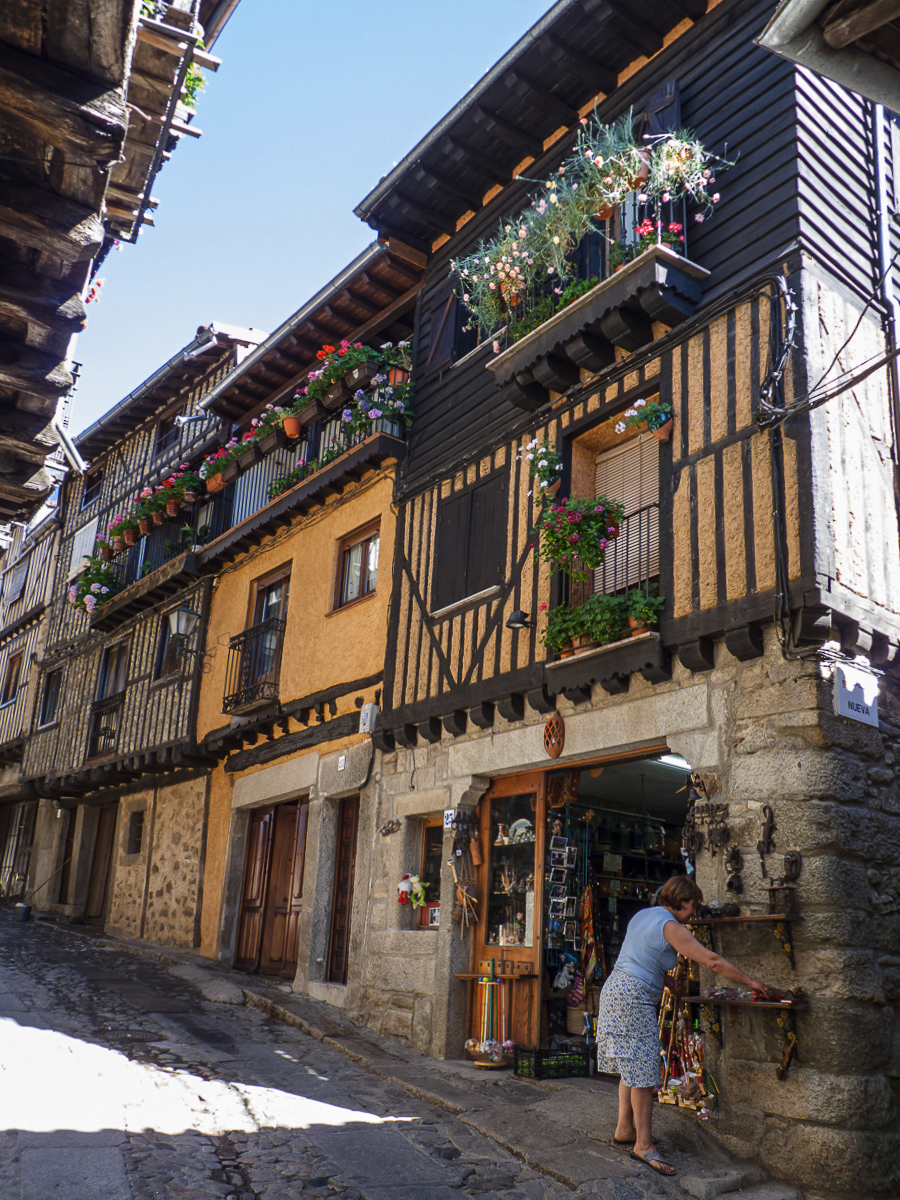
Arquitetura tradicional serrana.

A Sierra de Francia é uma das formações montanhosas do Sistema Central na província de Salamanca, em Castela e Leão, Espanha. Trata-se de uma das comarcas com maior significado histórico-tradicional, geográfico e cultural da província.

## Geografia

### Demarcação
Compreende 32 concelhos: Aldeanueva de la Sierra, Cepeda, Cereceda de la Sierra, Cilleros de la Bastida, El Cabaco, El Maíllo, El Tornadizo, Escurial de la Sierra, Garcibuey, Herguijuela de la Sierra, La Alberca, La Bastida, La Rinconada de la Sierra, Las Casas del Conde, Linares de Riofrío, Madroñal, Miranda del Castañar, Mogarraz, Molinillo, Monforte de la Sierra, Nava de Francia, Navarredonda de la Rinconada, Pinedas, San Esteban de la Sierra, San Martín del Castañar, San Miguel de Valero, San Miguel del Robledo, Santibáñez de la Sierra, Sequeros, Sotoserrano, Valero e Villanueva del Conde.